# Антоніо Пінілья
Антоніо Пінілья (ісп. Antonio Pinilla, нар. 25 лютого 1971, Бадалона) — іспанський футболіст, що грав на позиції нападника.
Виступав, зокрема, за «Тенерифе» та «Хімнастік», а також олімпійську збірну Іспанії. У складі збірної — олімпійський чемпіон.

## Клубна кар'єра
Народився 25 лютого 1971 року в місті Бадалона. Вихованець футбольної школи клубу «Барселона», виступав за третю та другу команду клубу. 18 лютого 1990 року, за тиждень до свого 19-го дня народження, Йоган Кройф дав можливість Антоніо дебютувати в Прімері в матчі проти «Райо Вальєкано». «Барселона» виграла 1:4, а Пінілья вийшов на поле на 66-й хвилині, замінивши Хуліо Салінаса.
У наступному сезоні «Барселона» виграла чемпіонство, а Пінілья з'явився у семи матчах, забивши вирішальний гол проти «Валенсії». Він також грав у фіналі Кубка володарів кубків, замінивши у другому таймі Хосе Рамона Алесанко, але його команда програла 1:2 «Манчестер Юнайтед» і не здобула трофей. Однак сильна конкуренція в команді, означала, що Пінілья повинен був залишити «Барсу» і наступні два сезони провів в оренді, виступаючи за «Мальорку» та «Альбасете».
Влітку 1993 року він остаточно покинув «Барселону» і підписав повноцінну угоду з «Тенерифе», де пробув сім сезонів. У цьому клубі він зіграв у 149 матчах Ла Ліги, в яких забив 25 голів. Крім того, він двічі грав з клубом у Кубку УЄФА, вийшовши в півфінал у сезоні 1996/97. Пінілья увійшов в історію клубу із Санта-Крус-де-Тенерифе як автор першого гола команди в єврокубках: він забив дебютний гол 15 вересня 1993 року в грі проти французького проти «Осера». У сезоні 1998/99 «Тенерифе» зайняв передостаннє 19 місце і вилетів до Сегунди, але Пінілья залишився у команді і провів ще один рік з клубом, посівши там низьке 14 місце.

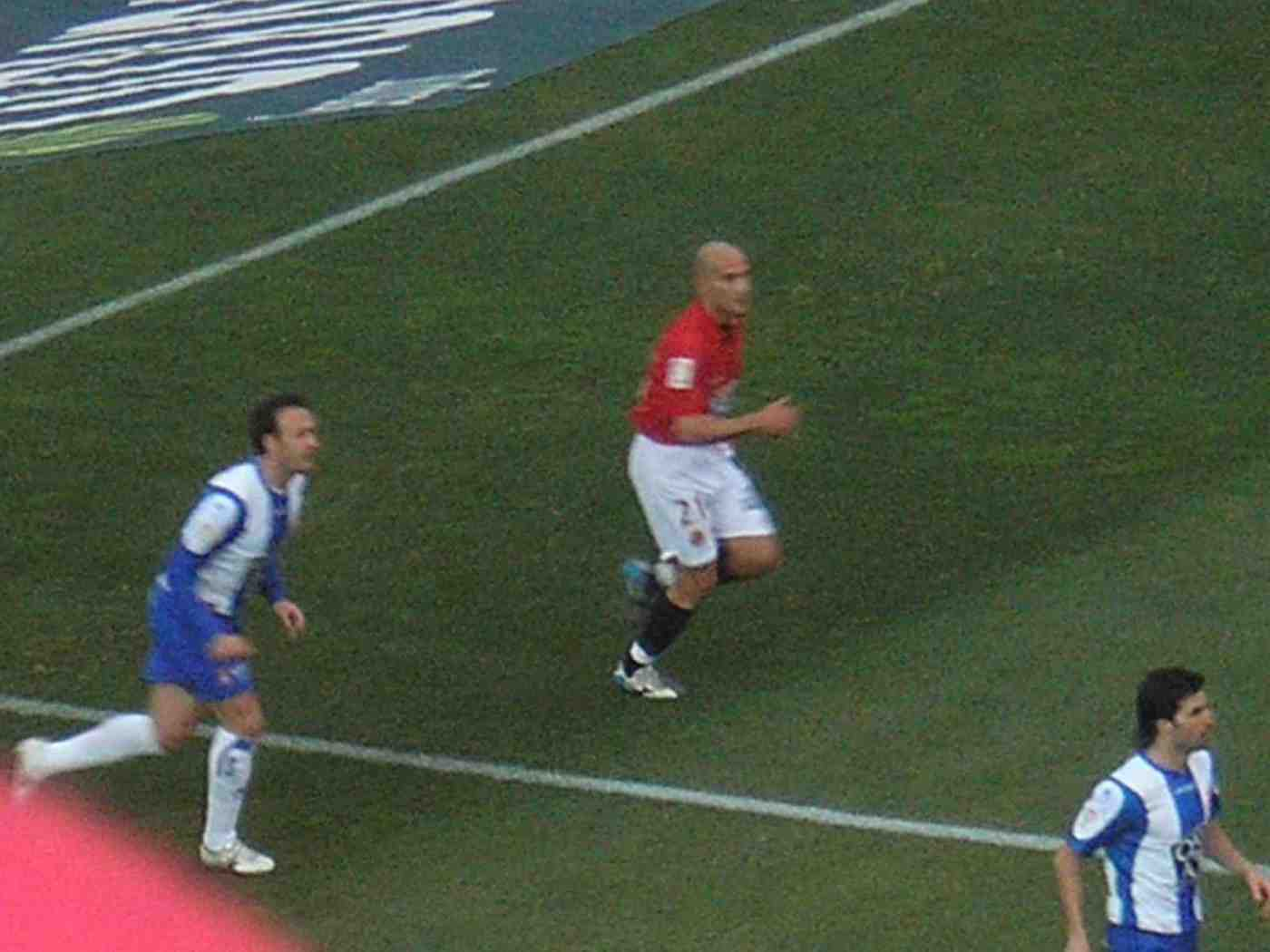
Антоніо Пінілья під час виступів за «Хімнастік». 28 січня 2006 року.

Протягом сезону 2000/01 років Пінілья захищав кольори іншого клубу Сегунди «Саламанка», після чого став гравцем «Хімнастіка». Сім голів Антоніо у сезоні 2001/02 не врятували команду від вильоту до Сегунди Б, третього за рівнем дивізіону країни, але Пінілья залишився у команді і допоміг команді 2004 року повернутись до Сегунди, а 2006 року вперше за понад 50 років вивів команду до Прімери. Там у сезоні 2006/07 він зіграв 28 ігор і забив два голи, але клуб став останнім і понизився у класі.
11 вересня 2007 року «Хімнастіа» виграв вперше у своїй історії Кубок Каталонії, перемігши у фіналі «Барселону» (2:1), при цьому саме Пінілья забив один із голів. Антоніо Пінілья оголосив про завершення ігрової кар'єри в кінця сезону 2007/08, зігравши в понад 200 іграх за клуб, після чого був названий його новим генеральним директором. В грудні 2009 року, після зміни керівництва в раді директорів клубу, Пінілья був звільнений з посади.

## Виступи за збірні
1987 року дебютував у складі юнацької збірної Іспанії (U-16), загалом на юнацькому рівні взяв участь у 22 іграх, відзначившись 9 забитими голами. З командою до 20 років був учасником молодіжного чемпіонату світу 1989 року в Саудівській Аравії, де зіграв у всіх трьох матчах і у грі з Норвагією (2:4) відзначився дублем, але його команда той матч програла і не вийшла з групи.
Протягом 1990—1991 років залучався до складу молодіжної збірної Іспанії. На молодіжному рівні зіграв у 5 офіційних матчах, забив 1 гол.
У складі олімпійської збірної Іспанії брав участь в домашніх Олімпійських іграх 1992 року, на яких здобув золоті медалі, зігравши у двох матчах на турнірі.
Протягом 1990—2007 років провів у складі неофіційної збірної Каталонії сім товариських матчів проти клубів «Сабадель» та «Барселона», збірних Болгарії, Нігерії, Парагваю та двічі проти збірної Країни Басків.

## Титули і досягнення
- Чемпіон Іспанії (1):

«Барселона»: 1990–91
- Володар Кубка Іспанії (1):

«Барселона»: 1989–90
- Володар Суперкубка Іспанії (1):

«Барселона»: 1991
- Олімпійський чемпіон (1):

Іспанія (ол.): 1992